# Legio III Italica

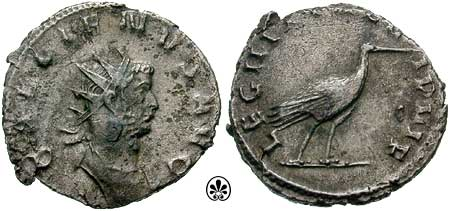
Un antoniniano emitido por Galieno en el 260 para conmemorar la Legio III Italica. En el reverso se puede ver la cigüeña el símbolo de la legión.

La Legio III Italica (Tercera legión «italiana») fue una legión romana, creada por Marco Aurelio alrededor del año 165, para su campaña contra la tribu de los Marcomanos. El apodo Itálica sugiere que los reclutas fueron originalmente de Italia. La legión seguía estando activa en Germania a últimos del siglo IV. El símbolo de la legión era una cigüeña.

## Historia

### SigloII
Junto con las legiones II Italica y I Adiutrix, la III Italica estaba en las provincias del Danubio desde el principio, luchando contra las invasiones de los Marcomanos contra las provincias romanas de Recia y de Nórico. En el 171 construyeron el campamento de Regina Castra (moderna Ratisbona), diseñado como posición fuertemente defensiva con un castillo.
En la guerra civil del 193, esta legión apoyó a Septimio Severo y le ayudó a derrotar a sus opositores, primero a Didio Juliano y después a Pescenio Níger y Clodio Albino. Su lealtad fue ampliada al sucesor de Severo, el emperador Caracalla, para quien lucharon en una campaña del 213 contra los alamanes.

### SigloIII
Como parte del potente ejército danubiano, la III Italica participó en las luchas frecuentes internas por el poder del siglo III. Para haber apoyado al emperador Galieno contra su rival Póstumo le fue concedido el apodo de VII Pia VII Fidelis (siete veces fiel, siete veces leal). 
El campamento principal todavía estaba en Regensburg cuando fueron incluidos en la campaña del 273 ordenada por el emperador Aureliano contra la reina Zenobia.

### SiglosIVyV
La legión todavía es mencionado por las fuentes a últimos del siglo IV en las provincias del Danubio.
La legión es mencionada a principios del siglo V en la Notitia Dignitatum. Lo más probable es que haya desaparecido con la progresiva desintegración del Imperio de Occidente, a lo largo de dicho siglo.